# Tetrix sadoensis
Tetrix sadoensis is een rechtvleugelig insect uit de familie doornsprinkhanen (Tetrigidae). De wetenschappelijke naam van deze soort is voor het eerst geldig gepubliceerd in 1994 door Storozhenko, Ichikawa & Uchida.